# Едуард Краземан
Едуард Краземан (на немски: Eduard Crasemann) е немски офицер, служил по време на Първата световна война и Втората световна война.

## Биография

#### Ранен живот и Първа световна война (1914 – 1918)
Едуард Краземан е роден на 5 март 1891 г. в Хамбург, Германска империя. На 11 февруари 1910 г. се присъединява към армията като офицерски кадет от 46-и артилерийски полк. На 18 август 1911 г. получава офицерски ранг. В началото на Първата световна война е командир на батарея. Участва в боевете при Шарлероа, Гюиз, Сейнт Куентин, битката при Марна и последвалото отстъпление към Реймс. На 11 ноември 1914 г. получава командването на 2-ри батальон, а на 25 февруари 1915 г. става адютант на полка. До март 1915 г. участва в окопните боеве на Западния фронт. След това е прехвърлен на Източния фронт, където при боевете в Галация дивизията понася тежки загуби. На 18 август 1915 г. е издигнат в чин първи лейтенант.
Дивизията отново е прехвърлена на запад. От ноември 1915 г. до юни 1916 г. заема част от фронтовата линия северно от Ена. След това 10-и корпус, част от който е 46-и артилерийски полк е прехвърлен към Източния фронт. Съветската офанзива там е спряна, а през септември и октомври дивизията е изтеглена за възстановяване.

##### Междувоенен период
През 1919 г. е освободен от военна служба. През 1936 г. се присъединява отново към армията с чин капитан и служи в щаба на ОКХ.

#### Втора световна война (1939 – 1945)
Между 1939 и 1940 г. ръководи 5-а батарея от 73-ти артилерийски полк, от 1940 до 1941 г. командва 2-ра рота от 78-и артилерийски полк, а в периода 1941 – 1942 г. 33-ти танково-артилерийски полк. През 1942 г. поема командването на 15-а танкова дивизия, а след това от 20 април 1943 г. на 116-и артилерийски полк. Между 1943 и 1944 г. ръководи 143-то артилерийско командване (Arko 143), а по-късно между 6 юли 1944 и 29 януари 1945 г. командва 26-а танкова дивизия. През 1945 г. командва 12-и СС корпус.

##### Пленяване и смърт
Пленен е на 16 април 1945 г. и умира в британския затвор Верл на 28 април 1950 г.

## Военна декорация
| - Германски орден Железен кръст (1914) – II (13 септември 1914) и I степен (15 октомври 1915) - Германски орден „Кръст на честта“ (?) - Германски орден Железен кръст (1939, повторно) – II (30 септември 1939) и I степен (1 юни 1940) - Орден „Германски кръст“ (1943) – златен (1 ноември 1943) - Рицарски кръст с дъбови листа | - - Носител на Рицарски кръст (26 декември 1941) - Носител на Дъбови листа № 683 (18 декември 1944) - упоменат в ежедневния доклад на Вермахтберихт (24 ноември 1944) - Ръкавна лента на Немския Африкански корпус (?) |